# Dalea gattingeri
Dalea gattingeri är en ärtväxtart som först beskrevs av Amos Arthur Heller, och fick sitt nu gällande namn av Rupert Charles Barneby. Dalea gattingeri ingår i släktet Dalea, och familjen ärtväxter. Inga underarter finns listade i Catalogue of Life.